# Wolf Records (jazz)
Wolf Records was een Amerikaans platenlabel, dat in de tweede helft van de jaren zeventig een aantal jazz-platen uitbracht van Robin Kenyatta, Harold Vick en Kenny Barron. Het was een sublabel van TK Records.